# الکساندر بیلینسون
الکساندر بیلینسون (انگلیسی: Alexander Beilinson؛ زادهٔ ۱۳ ژوئن ۱۹۵۷) یک دانشمند اهل ایالات متحده آمریکا است. او استاد دانشگاه دیوید و ماری وینسون گرین در دانشگاه شیکاگو است و در زمینهٔ ریاضیات فعالیت می‌کند. حوزهٔ تحقیقاتی او تئوری نمایندگی، هندسه جبری، و فیزیک ریاضی است. در ۱۹۹۹ بیلینسون به همراه هلموت هوفر مفتخر به دریافت جایزهٔ جایزه اوستروسکی شد.